# 로스킬레주
로스킬레주(덴마크어: Roskilde Amt)는 덴마크의 주이다. 2007년 1월 셸란 지역으로 흡수, 폐지되었다.

## 행정 구역 (1970-2006)
- 브람스네스 시 (Bramsnæs Kommune)
- 그레베 시 (Greve Kommune)
- 군쇠 시 (Gundsø Kommune)
- 흐발쇠 시 (Hvalsø Kommune)
- 쾨에 시 (Køge Kommune)
- 레이레 시 (Lejre Kommune)
- 람쇠 시 (Ramsø Kommune)
- 로스킬레 시 (Roskilde Kommune)
- 스코우보 시 (Skovbo Kommune)
- 솔뢰드 시 (Solrød Kommune)
- 발뢰 시 (Vallø Kommune)